# Apherusa stuxbergi
Apherusa stuxbergi is een vlokreeftensoort uit de familie van de Calliopiidae. De wetenschappelijke naam van de soort is voor het eerst geldig gepubliceerd in 1959 door Oldevig.